# قتل الإناث في بيرو

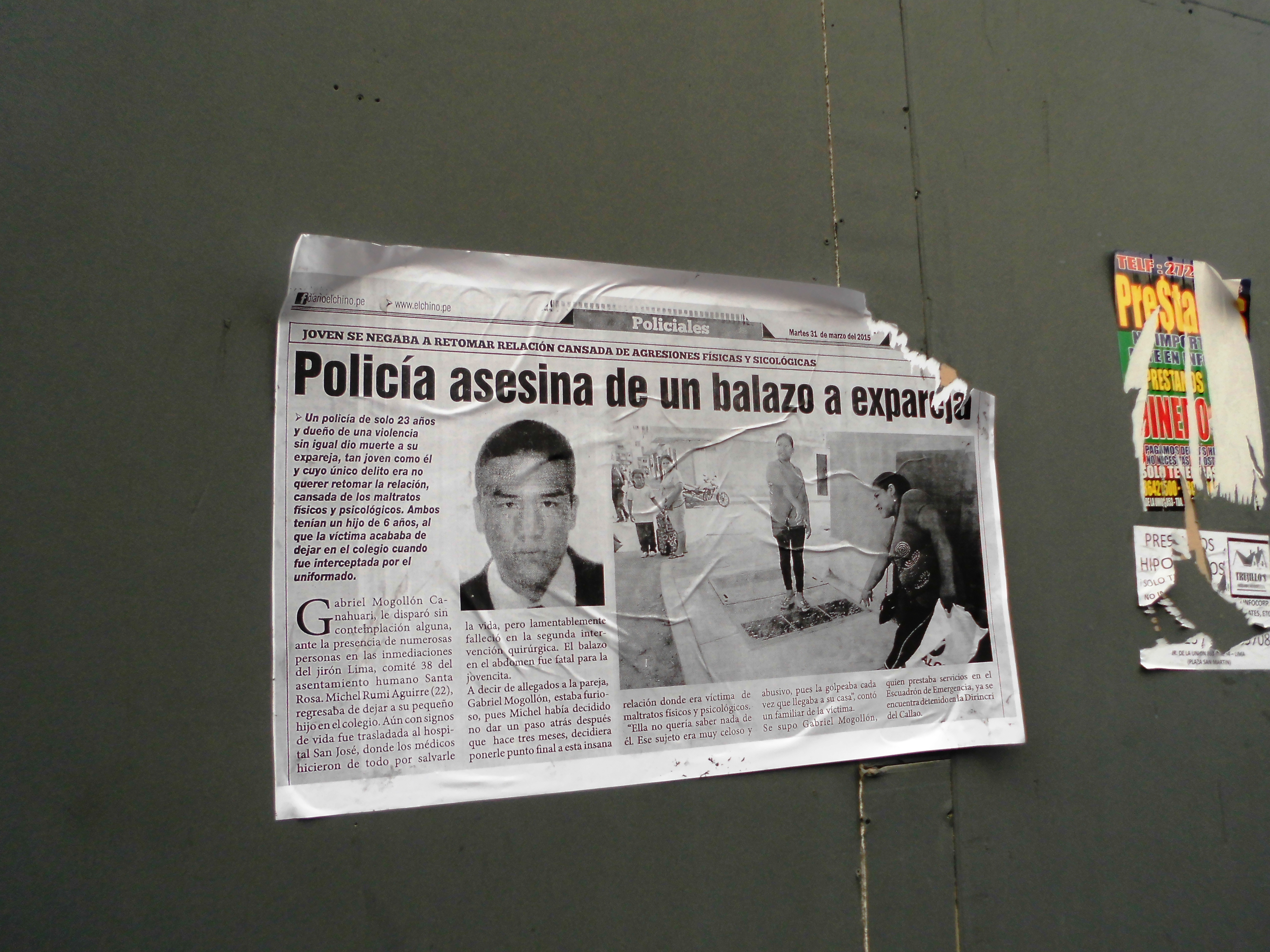

قتل الإناث في بيرو هي جرائم قتل ترتكب ضد النساء في أمريكا اللاتينية في بيرو. بين عامي 2010 و 2017  قُتلت 837 امرأة وجرت 1,172  محاولات القتل.